# Titularbistum Mareotes
Mareotes  ist ein Titularbistum der römisch-katholischen Kirche.
Es geht zurück auf ein früheres Bistum in der römischen Provinz Aegyptus bzw. Aegyptus Iovia im westlichen Nildelta. Das Bistum gehörte der Kirchenprovinz Alexandria an.
| Titularbischöfe von Mareotes |                                                         |                                                             |                   |                |
| Nr.                          | Name                                                    | Amt                                                         | von               | bis            |
| 1                            | Antonios Aziz Mina                                      | Weihbischof in der koptischen Eparchie Alexandria (Ägypten) | 21. Dezember 2002 | 3. Januar 2006 |
| 2                            | Kamal Fahim Awad Hanna (Kamal Fahim Awad Boutros Hanna) | Weihbischof in der koptischen Eparchie Alexandria (Ägypten) | 6. September 2006 | 8. April 2013  |
| 3                            | Cesar Essayan OFMConv                                   | Apostolischer Vikar von Beirut (Libanon)                    | 2. August 2016    |                |